# Komarno, Slovaška
Komárno (madžarsko Komárom, nemško Komorn, srbsko Коморан, latinizirano: Komoran) je naselje s 32.643 prebivalci (po podatkih za leto 2021) v Nitranskem okraju na skrajnem jugozahodu Slovaške. Stoji ob levem bregu reke Donave, ki je tam mejna reka z Madžarsko, tik pred njenim sotočjem z reko Vah. Na drugem bregu Donave stoji madžarsko mesto s podobnim imenom Komárom.
Sotočje dveh velikih vodotokov je že od rimskih časov znano kot strateško  pomembna vojaška ter prometna lokacija. Med turškimi vpadi v 16. stoletju ga je utrdil Matija Korvin, strateški pomen pa je ohranil še v obdobju Avstro-Ogrske. Do začetka 20. stoletja se je naselje razširilo na južni breg Donave, obrambno funkcijo pa je v zadnjem stoletju nadomestila trgovska – zdaj je kraj znan kot glavno slovaško pristanišče na Donavi, kjer pretovarjajo predvsem premog in nafto na trgovski poti med Srednjo in Vzhodno Evropo. Po propadu Avstro-Ogrske je Komárno razdelila trianonska meja med Madžarsko in novonastalo Češkoslovaško, odtlej se mesti razvijata ločeno.
Komárno je kulturno središče madžarske manjšine na Slovaškem, Madžari predstavljajo tudi večinsko prebivalstvo. Zato je pogosto omenjan v kontekstu konfliktov med Slovaki in Madžari na nacionalni ravni, pri čemer pa je sobivanje narodnosti v samem Komárnu mirno. Sestrski mesti je dolga leta povezoval le most Erzsébet čez Donavo, ki pa je zaradi premajhne nosilnosti predstavljal pomembno oviro v cestnem prevozu tovora. Novi most Monoštor, odprt leta 2020, je odpravil te omejitve. Poleg tega je Komárno poleg Bratislave znan kot zgodovinsko središče srbske manjšine, Srbi so se sem naseljevali v več valovih od začetka 16. stoletja dalje za obrambo pred Turki.

## Demografija
| Leto          | 1994   | 2004    | 2014    | 2024    |
| ------------- | ------ | ------- | ------- | ------- |
| Število ljudi | 37.941 | 36.731  | 34.461  | 31.880  |
| Razlika       |        | −3,18 % | −6,18 % | −7,48 % |

| Leto          | 2023   | 2024    |
| ------------- | ------ | ------- |
| Število ljudi | 32.114 | 31.880  |
| Razlika       |        | −0,72 % |

## Mednarodne povezave
Komárno ima uradne povezave (pobratena/sestrska mesta oz. mesta-dvojčki) z naslednjimi kraji po svetu:
- Blansko, Češka
- Komárom, Madžarska
- Kralupy nad Vltavou, Češka
- Lieto, Finska
- Sebeş, Romunija
- Terezin, Češka
- Weissenfels, Nemčija